# Digama ostentata
Digama ostentata är en fjärilsart som beskrevs av William Lucas Distant 1899. Digama ostentata ingår i släktet Digama och familjen björnspinnare. Inga underarter finns listade i Catalogue of Life.